# آنا فيدوروفا
آنا بوريسفنا فيدوروفا (بالأوكرانية: А́нна Бори́сівна Фе́дорова) وهي عازفة بيانو أوكرانية ولدت في يوم 27 فبراير 1990 في مدينة كييف عاصمة أوكرانيا، بدأت بإتقان الموسيقى وعزف البيانو في عمر 5 سنوات وقد عزفت في عدة قاعات عالمية في العالم منها بالاسيو دي بياس أرتيس في المكسيك وتياترو كولون في الأرجنتين وهي بعمر 14 سنة وحازت على عدة جوائز نتيجة عزفها.